# Tyseem Lyles
Tyseem Lamel Lyles (* 14. Juli 1992 in Brooklyn) ist ein US-amerikanischer Basketballspieler.

## Werdegang
Nach dem Ende der Schulbildung in New York besuchte Lyles das Tompkins Cortland Community College, 2014 wechselte er ans ebenfalls im Bundesstaat New York gelegene Mercy College. Für die Mannschaft der zweiten NCAA-Division erzielte er in der Saison 2014/15 im Schnitt 18 Punkte je Begegnung, 2015/16 waren es 13,6 Punkte pro Einsatz.
Zwischen 2018 und 2020 gehörte Lyles in Deutschland der Mannschaft des Eimsbütteler TV an. In der Saison 2019/20 gewann er mit den Hamburgern die Meisterschaft in der 1. Regionalliga Nord und war mit einem Mittelwert von 24,3 Punkten je Einsatz bester Korbschütze der Mannschaft. Hernach nahm ihn der deutsche Zweitligist PS Karlsruhe unter Vertrag. In Karlsruhe kam er deutlich weniger zum Einsatz, der US-Amerikaner kam im Laufe der Saison 2020/21 auf einen Mittelwert von 6,2 Punkten. In der Sommerpause 2021 wechselte Lyles zum Drittligisten Basketball Löwen Erfurt. Bis 2025 erzielte der US-Amerikaner in insgesamt 101 Ligaspielen 1817 Punkte, was einem Durchschnitt von 18 Punkten je Begegnung entsprach. Anschließend verließ er den Verein.